# 哈里斯岩
62°57′S 56°21′W / 62.950°S 56.350°W
哈里斯岩（Harris Rock），是南極洲的岩石，位於葛拉漢地的迪維爾島，處於蒙特羅爾岩以北，在1960年被繪入阿根廷地圖，現時由南極條約體系管理。